# Thomas Lemar
Thomas Lemar, född 12 november 1995 i Baie-Mahault i Guadeloupe, är en fransk fotbollsspelare som spelar för den spanska klubben Atlético Madrid. Sedan 2016 representerar Lemar även Frankrikes landslag.
Han vann VM-guld med Frankrike i VM 2018.